# Penticton Regional Airport
Penticton Regional Airport (franska: Aéroport régional de Penticton) är en flygplats i Kanada.   Den ligger i provinsen British Columbia, i den södra delen av landet, 3 300 km väster om huvudstaden Ottawa. Penticton Regional Airport ligger 344 meter över havet. Den ligger vid sjön Skaha Lake.
Terrängen runt Penticton Regional Airport är kuperad västerut, men österut är den bergig. Penticton Regional Airport ligger nere i en dal som går i nord-sydlig riktning. Närmaste större samhälle är Penticton, 2,3 km nordost om Penticton Regional Airport.
Runt Penticton Regional Airport är det i huvudsak tätbebyggt. Runt Penticton Regional Airport är det ganska tätbefolkat, med 230 invånare per kvadratkilometer.